# هاینکل ۳۴۳
هاینکل ۳۴۳ (به انگلیسی: Heinkel He 343) یک هواگرد ساختِ کارخانهٔ هاینکل در کشور آلمان است . نخستین استفاده‌کنندهٔ این هواگرد نیروی هوایی آلمان نازی بوده‌است.